# Schistidium mucronatum
Schistidium mucronatum là một loài Rêu trong họ Grimmiaceae. Loài này được H.H. Blom, Shevock, D.G. Long & Ochyra mô tả khoa học đầu tiên năm 2011.